# Bandai
För andra betydelser, se Bandai (olika betydelser).
Bandai Co., Ltd. (株式会社バンダイ Kabushiki-gaisha Bandai?) är ett japanskt leksakstillverkarföretag grundat 1950. Det hör tillsammans med Mattel och Hasbro till världens största producenter av leksaker och har bland annat utvecklat tamagotchi. De är också kända för tv-spelsutveckling och anime-produktioner. De har bland annat utvecklat den stationära konsolen Playdia, och den bärbara konsolen Wonderswan som i Japan konkurrerade med Game Boy. Under 1995 tillverkade de dessutom spelkonsolen Apple Pippin, utvecklad av Apple. År 2005 slogs Bandai samman med spelföretaget Namco och bildade Namco Bandai Holdings.

### Fotnoter
1. ↑  ”BANDAI Co.,Ltd”. www.bandai.co.jp. Arkiverad från originalet den 3 mars 2018. https://web.archive.org/web/20180303140839/http://www.bandai.co.jp/e/releases/E2002030401.html. Läst 24 juli 2018.